# Salboknös
Salboknös är ett naturreservat i Ljusnarsbergs kommun i Örebro län.
Området är naturskyddat sedan 2004 och är 73 hektar stort. Reservatet omfattar höjden Saklboknös och en mäktig blockbrant under berget sydvästra stup. Reservatet består av mycket gamla tallar i branten och granskog och gransumpskog nedanför. Även hällmarkstallskog återfinna i reservatet.